# Prix de l'Académie japonaise des arts
Les prix de l'Académie japonaise des arts (日本芸術院賞, Nihon Geijutsuin-shō), sont décernés tous les ans par l'Académie japonaise des arts à des personnalités extérieures à l'Académie. Ce prix récompense les œuvres d'art exceptionnelles et les personnes qui ont contribué de façon significative à la promotion de l'art. Les lauréats reçoivent un certificat, une médaille commémorative et une somme d'argent.
Le prix est décerné pour la première fois en 1941, sous la désignation Teikoku Geijutsuin-shō (帝國藝術院賞, prix de l'académie des arts de l'empire du Japon). Après la guerre la désignation est modifiée en un deuxième prix impérial de l'Académie impériale des arts (恩賜賞, Onshi-shō), toujours patronné par la Maison impériale du Japon. Le Onshi-shō est un prix complémentaire, attribué aux lauréats de l'Académie des Arts afin de mettre en valeur une réalisation unique.
Le Prix de l'Académie japonaise des arts est décerné par le Tennō et son épouse lors d'une cérémonie organisée en juin. À la même occasion, la distinction est accompagnée d'une recommandation pour admission à l'Académie des arts. Comme les membres de l'Académie le sont à vie et que leur nombre est limité à 120 personnes, tous les lauréats ne deviennent naturellement pas membres d'office de l'Académie. De même, selon les départements de l'Académie, les prix sont répartis dans trois formes d'art (arts visuels, littérature, musique et arts dramatiques) et décernés en 13 sous-catégories.

## Liste des lauréats
La liste suivante contient 478 lauréats, majorée de 100 lauréats qui ont également reçu le prix impérial, soit un total de 578 lauréats répartis par genre et sous-catégorie (en date de 2012). Les lauréats du prix impérial sont reconnus par l'ajout du complément Onshi-sho.
La liste donne le nom d'artiste utilisé par le lauréat au moment de la cérémonie. Pour les artistes membres de l'Académie, la date de leur admission est ajoutée. En outre sont également fournis la transcription du titre de l'ouvrage d'après la méthode Hepburn et l'écriture en japonais. Est ajouté entre parenthèses comme guide un transfert de titre, qui n'est souvent pas encore devenu commun, est encore principalement le titre de travail en attente d'une traduction spécialisée. 

### Beaux-arts

#### Nihonga
- 1943   Shimada Bokusen, pour Yamada Sokō sensei (山鹿素行先生, Peinture du lettré Yamada Sokō)
- 1948   Itō Shinsui, pour Kagami (鏡, Miroir)
- 1951   Tokuoka Shinsen, pour Koi (鯉, Carpes)
- 1953   Kodama Kibō, pour Shitsunai (室内)
- 1954   Kanashima Keika, pour Fuyuta (冬田)
- 1955   Hashimoto Meiji, Mari Chiyo-shō (まり千代像, Portrait de la geisha Mari Chiyo)
- 1956   Kaii Higashiyama, pour Kōkon (光昏, Crépuscule)
- 1956   Kayō Yamaguchi, pour Kōma (仔馬, Juments)
- 1957   Yasushi Sugiyama, pour Kujaku (孔雀, Paon).
- 1958   Mori Hakuho, pour Hana (花, Fleur)
- 1958 Onshi-shō Suga Tatehiko pour son activité et sa contribution au genre nihonga
- 1958   Mochizuki Shunkō, pour Hazu (蓮, Lotus)
- 1959   Eizō Katō, pour Sora (空, Ciel).
- 1959   Sai Morita, pour shōnen (少年, Jeunesse)
- 1960   Takayama Tatsuo, pour Hakuei (白翳)[1]
- 1960   Ikeda Yōson, pour Nami (波, Vagues)
- 1960   Gōraku Senjin, pour Yamagiri (山霧, Brouillard de montagne)
- 1961 Onshi-shō Kawasaki Shoko pour sa contribution au genre nihonga
- 1961   Iwata Masami, pour Sekibutsu (石仏, Image de pierre de Bouddha)
- 1961   Yano Kyōson, pour Nishiki kaede (錦楓)
- 1961   Nishiyama Hideo, pour Tien Tan (天壇, Temple du ciel)
- 1962 Onshi-shō Sakakibara Shihō pour sa contribution au genre nihon-ga
- 1962   Ogura Yuki, pour Boshi (母子, Mère et enfant)
- 1962   Miwa Chōsei, pour Shuchū (朱柱, Pilier rouge )
- 1963   Okuda Gensō, pour Bandai (磐梯 Bandai)
- 1963   Yamada Shingo, pour Mine (嶺, Sommet)
- 1964   Yamamoto Kyūjin, pour Ikkyō rakujitsu (異郷落日, Soleil du soir à l'étranger)
- 1965   Hamada Kan Saichi (彩池)
- 1965   Asada Benji, pour Shiosai (潮騒, Son des vagues)
- 1966   Teii Nakamura, pour Shamu neko to seii no onna (シャム猫と青衣の女, Chat siamois et femme en robe bleue).
- 1966   Yamamoto Sōkyū, pour Tasogare (たそがれ, Crépuscule)
- 1967   Uemura Shōkō, pour Juka yūkin (樹下幽禽, Fantasievogel unter einem Baum)[2].
- 1967   Satō Taisei, pour Fūsō (風騒)[3]
- 1968   Itō Manyō, pour Odoru (踊る, Danses)
- 1969   Mitani Toshiko, pour Kōgen no asa (高原の朝, Plateau le matin)
- 1970 Onshi-shō, pour Terashima Shimei Maiko (舞妓, Maiko)
- 1971   Yoshiaka Kenji, pour Nara no shika (奈良の鹿, Cerf à Nara)
- 1972   Iwahashi Eien, pour Naruto (鳴門)
- 1973   Ōyama Chūsaku, pour Gohyaku rakan (五百羅漢, 500 arhat)
- 1974 Onshi-shō, pour Inohara Taika Seimei (清明)
- 1975 Onshi-shō Kataoka Tamako, pour le portrait Chōbunsai Eishi (面構（鳥文斎栄之）)[4].
- 1976 Onshi-shō Kawamoto Sueo, pour Haru no nagare (春の流れ, Ruissellement printanier)
- 1977   Katō Tōichi, pour Nyonin (女人, Femme(s))
- 1978   Urata Masao, pour Matsu (松, Pin(s))
- 1979   Matsuo Toshio, pour Sarnath-sō (サルナート想, Sarunato-sō)
- 1980   Hamada Taiji, pour Onna bengoshi (女辯護士, L'Avocate)
- 1981   Kakurai Kazuo, pour Aosono (青苑, ?)
- 1982 Onshi-shō Yoshida Yoshihiko, pour Shunsetsu myōgi (春雪妙義)
- 1984   Fukuōji Hōrin, pour Himalaya no hana (ヒマラヤの花)
- 1985 Onshi-shō Murayama Kei, pour Kanmuri (冠)
- 1986   Seki Chikara, pour No (野)
- 1987   Dōmoto Mototsugu, pour Kenkūji (懸空寺)
- 1988   Suzuki Chikuhaku, pour Ki (気)
- 1989   Satō Kunio, pour Getsumei (月明, Clair de lune)
- 1990 Onshi-shō Gōkura Kazuko, pour Nichijō (静日)
- 1991 Onshi-shō Hieda Kazuho, pour Getsuei no michi (月影の道, Chemin au clair de lune)
- 1992   Jun Yamagishi (樹歌)
- 1993   Iwasawa Shigeo, pour Keiin (渓韻)
- 1994 Onshi-shō Shiratori Eisetsu, pour Kikuchidō (菊慈童)
- 1995   Uemura Atsushi, pour Karigane (雁金)
- 1997   Nakaji Yūjin, pour Eizō (映象) ?
- 2000   Nabatame Kōichi, pour Fūkifu (富貴譜)
- 2001   Fukuōji Kazuhiko, pour Tsuki no kagayaku yoru ni - san (月の耀く夜に 三, Lune III)
- 2003   Iwakura Hisashi, pour Minami no mado (南の窓, Fenêtre au Sud)
- 2004   Usami Kōchū, pour Kureyuku Hakodate (暮れゆく函館)
- 2005 Onshi-shō Kawasaki Haruhiko, pour Asake no mizūmi (朝明けの湖)
- 2006   Fukuda Senkei, pour Pianisuto (ピアニスト, Pianiste)
- 2007   Tsuchiya Reiichi, pour Shamo (軍鶏, Coq de combat)
- 2008 Onshi-shō Shimizu Tatsuzō, pour Suikyō (翠響)
- 2011 Onshi-shō Yamazaki Takao, pour  Kaikō (海煌)

#### Yō-ga
- 1941   Koiso Ryōhei pour Les Japonais traversent le Niangzi-guan (娘子関を征く)[5].
- 1943   Miyamoto Saburō pour Rencontre du général Yamashita et du général Percival (山下 パーシルバル両司令官会見図)[6].
- 1950   Nabei Katsuyuki pour Asa no Katsuurakō (朝の勝浦港)
- 1951 Onshi-shō pour Miyake Kokki
- 1951   Terauchi Manjirō pour Femme allongée (横臥裸婦)
- 1952 Onshi-shō Shirataki Ikunosuke pour service rendu à la société de yō-ga
- 1952   Nakayama Takashi pour Matisse raisan (マチス礼讃)
- 1953 Onshi-shō Ishikawa Toraji
- 1954   Koito Gentarō pour Shunsetsu (春雪)
- 1956   Kitō Nabesaburō pour Atorie nite (アトリエにて)
- 1957   Suzuki Chikuma pour Tessen (てっせん)
- 1957   Tōgō Seiji pour fresque Sōsei no uta (創生の歌)
- 1958   Nakano Kazutaka pour Shōjo (少女)
- 1959 Onshi-shō Kimura Shōhachi pour Tōkyō hanjōki (東京繁昌記)
- 1959   Koyama Keizō pour Shoka no Shirasagijō (初夏の白鷺城)
- 1959   Hayashi Takeshi
- 1960   Ōkubo Sakujirō pour Ichiba no gyoten (市場の魚店)
- 1960   Suzuki Shintarō pour l'exposition de ses peintures à l'huile
- 1961   Shindō Shigeru pour Matsu (松)
- 1961   Tazaki Hirosuke pour Shoka no Aso-san (初夏の阿蘇山) et Asa-yake no taisan (朝やけの大山)
- 1962   Mimino Usaburō pour Seibutsu (静物)
- 1963   Tamura Kazuo pour Tsuyu kōgen (梅雨高原)
- 1963   Nakamura Takuji pour Gajitsu no onna (画室の女) et Otoko no zō (男の像)
- 1964 Onshi-shō Nakagawa Kigen pour ses longues années de contributions au service de l'art
- 1964 Onshi-shō Oka Shikanosuke
- 1965   Yoshii Junji pour Mizukumi (水汲)[7]
- 1966 Onshi-shō Ikebe Hitoshi
- 1966   Ide Nobumichi pour Senningyōretsu (千人行列)
- 1967   Shimamura Minao pour Tatsumi-bashi (巽橋)
- 1968   Satake Toku pour Oribu to umi (オリーブと海)
- 1968   Hattori Shōichirō pour Suigo (水郷)
- 1969 Onshi-shō Kuroda Jūtarō
- 1969   Nakanmura Zensaku pour Hariuso no kamui kotan (張碓のカムイコタン)
- 1970   Kobori Susumu pour Shoshū (初秋)
- 1970   Morita Shigeru pour Kurokawanō (黒川能)
- 1971   Takamitsu Kazuya pour Midori no fuku (緑の服)
- 1972   Takada Makoto pour Zansetsu boshoku (残雪暮色)
- 1973 Onshi-shō Nomura Morio Oka ni aru gai (丘にある街)
- 1976 Onshi-shō Okada Matasaburō Tomoshibi (ともしび)
- 1977 Onshi-shō Itō Kiyonaga Shokō (曙光)
- 1979   Miyanaga Takehiko pour Hō (鵬)
- 1980   Nishiyama Shin'ichi pour Rokugatsu no goro (六月の頃)
- 1981   Narahara Kenzō pour Gyokō yakei (漁港夜景)
- 1982   Sugano Yaichi pour Kurukuru Zao(くるゝ蔵王)
- 1984   Terada Takeo pour Asa no minato (朝の港)
- 1985   Watanabe Takeo pour Champagne no oka (シャンパアニュの丘)
- 1986   Hirose Kō pour Kōgen no aki (高原の秋)
- 1988 Onshi-shō Ōuchida Shigeshi pour Takujō (卓上)
- 1990   Tsuruoka Yoshio pour Maiko to minarai san (舞妓と見習いさん)
- 1991   Kokuryō Tsunerō pour Ko (呼)
- 1992   Hiramatsu Yuzuru pour TOKYO
- 1993 Onshi-shō Fujimoto Tōichiryō pour Tenbōdai no Eukalyptus (展望台のユーカリ)
- 1994   Shibata Yonezō pour Gakusei sanka (楽聖讃歌)
- 1995 Onshi-shō Oda Hiroki pour Yūyake kara no fūkei (夕やけ空の風景)
- 1996   Okutani Hiroshi (月露)
- 1997 Onshi-shō Terashima Ryūichi pour Andalusian san (アンダルシア讃)
- 1998   Nakamura Tadahiko pour Kuro ōgi (黒扇, Schwarzer Fächer)
- 1999   Shimada Shōzō pour Eki no hitotachi (駅の人たち)
- 2000 Onshi-shō Shōji Eikichi Chōon (聴音)
- 2001   Kinutani Kōji pour Sōkyūmutan (蒼穹夢譚)
- 2002 Onshi-shō Kiyohara Keiichi pour Hanazono no ? (花園の遊鶏)
- 2003   Nushi Shōichirō pour Haru o matsu sankan (春を待つ山間)
- 2004   Yamamoto Tei pour Shōnen no iru natsu (少年のいる夏)
- 2005   Terasaka Tadao pour Akropolis e no michi (アクロポリスへの道)
- 2006 Onshi-shō Murata Shōzō pour Shunkō (春耕)
- 2007   Ōtsu Eibin  (朝暘巴里)
- 2008   Fujimori Kaneoki pour Adoration San Vidal (アドレーション サンビターレ)
- 2009   Yabuno Ken pour Aru hi Assisi no oka de (ある日アッシジの丘で)
- 2010 Onshi-shō Yamamoto Fumihiko pour Kisō (樹想)
- 2012 Onshi-shō Ikeguchi Chikako pour Fukamaruaki (深まる秋)

#### Sculpture
- 1942   Koga Tadao Tatsu daitōa (建つ大東亜)
- 1949   Yoshida Saburō Danritsuzō (男立像, dessin nu d'un homme debout)[8].
- 1952   Katō Kensei Ningenzō (人間像)
- 1953   Sawada Seikō Sanka (三華)
- 1954   Shimizu Takashi Aozō (青像)
- 1955   Hashimoto Chōshū Kegon (華厳)
- 1957   Amenomiya Jirō Kento (健人)
- 1958   Matsuda Naoyuki Josei (女性)
- 1961   Hori Shinji Jinkai (人海)
- 1963   Nakagawa Kiyoshi Aruku (あるく)
- 1963   Ōuchi Seiho Tara (多羅菩薩)
- 1966   Entsuba Katsuzō Ryojō (旅情)
- 1966   Fujino Shunsei Hikari wa ōzora yori (光は大空より)
- 1968   Kitamura Haruyoshi Hikaru nami (光る波)
- 1970   Hiruma Hiroshi Kyū (穹)
- 1971   Mizufune Rokushū Tsumugi uta (紡ぎ唄)
- 1972   Tominaga Naoki Shinpū (新風)
- 1973   Shindō Takematsu Kunpū (薫風)
- 1974   Kinoshita Shigeru Rafu (裸婦)
- 1975   Wakabe Junji Ryō (瞭)
- 1977   Yodoi Toshio Rōma no kōen (ローマの公園)
- 1979   Misaka Kōichirō Kochūten (壺中天)
- 1980   Satō Sukeo Furimuku (振向く)
- 1981   Nonomura Kazuo Mono to no hazama (物とのはざま)
- 1982   Itō Ioki Nagisa (渚)
- 1985   Komori Kunio Seishunfu (青春譜)
- 1986 Onshi-shō Takahashi Gō Keikoba no odoriko (稽古場の踊り子)
- 1987   Nakamura Hironao (静秋)
- 1988   Nakamura Shinya Asa no odori (朝の祈り)
- 1990   Amenomiya Keiko Sō Shū (想秋)
- 1991   Nagae Rokuya Sakyū (砂丘)
- 1992   Shibata Kōzō  (香雲)
- 1994   Yoshida Shuzuo  (遊憩)
- 1996   Hashimoto Kentarō (竹園生)
- 1997   Amenomiya Atsushi In (韻)
- 1998   Kawasaki Hiroteru Daichi (大地)
- 1999   Yamada Ryōjirō Kaimasu no toki (開幕の刻)
- 2002   Hiruta Jirō Kokuchi (告知 ―2001―)
- 2003 Onshi-shō Sumikawa Kiichi, pour Sori no aru katachi 2002 (そりのあるかたち2002)
- 2004   Yamamoto Shinsuke Seiseiruten (生生流転)
- 2005   Nōjima Seiji Jiai - komorebi (慈愛 ― こもれび)
- 2006   Ichimura Rokurō Kan (間)
- 2007   Seto Gō Etude (エチュード)
- 2008   Kanbe Mineo Asa (朝)
- 2009   Miyase Tomiyuki Genji Monogatari emaki ni omou (源氏物語絵巻に想う)
- 2012   Yoshino Takeshi Natsu no owari 11 (夏の終り'11)

#### Artisanat
- 1942   Yoshida Genjūrō, pour la peinture laquée (maki-e) et les ornements avec motif de prune (梅蒔絵飾棚)
- 1950 Onshi-shō Oba Tsunekichi pour ses recherches sur le modèle japonais
- 1950   Iwata Tōshichi, verre Hikari no bi (光の美)
- 1951   Yamaga Seika, tressage Mushin kabekake (無心壁掛), décoration murale (kabekake)
- 1953   Katori Masahiko, travail des métaux Hanryō tsubo (攀竜壺), Topf (tsubo)
- 1954 Onshi-shō Mumata Ichiga
- 1954   Yamazaki Kakutarō, travail avec laque Sankaku tsuitate (三曲衝立)
- 1954   Kusube Yaichi, céramique Kyōka (慶夏), vase de fleurs
- 1955 Onshi-shō Sugiura Hisui
- 1955   Naitō Haruji, travail du métal Seidō kabin (青銅花瓶), vase de fleurs (kabin)
- 1956 Onshi-shō Tatsumura Heizō pour ses réalisations dans le domaine de la teinture
- 1956   Kiyomizu Rokubee VI., vase de fleurs (玄窯叢花瓶)
- 1956   Mitsui Yoshio, ciselage et incrustations (彫金象嵌花瓶)
- 1957   Miyanohara Ken, vase en céramique (陶製花瓶（空）)
- 1958   Yamamura Hyakusei, travail du métal Kupferkessel Chōdō hiraashi tsubo(鋳銅平足・壺)
- 1959   Inoue Ryōsai III., plaque de céramique plat rond (丸文平皿)
- 1959   Ōsuga Takashi, assiettes en porcelaine percée avec bordure en or (金彩透彫飾皿)
- 1960   Kagami Kōzō, coquille fait de verre cristal (クリスタル硝子鉢)
- 1960   Kishimoto Keishun, broderie Komen no kage (湖面の影)
- 1961   Saji Tadashi, peinture pour byōbu (paravent japonais) Tokai (都会)」
- 1961   Minagawa Gekka, peinture dur tissus Nami (濤)
- 1962   Hasuda Shūgorō, travail du métal Mori no meidō (森の鳴動)
- 1962   Yamawaki Yōji, Chōnkin - décoré avec de la peinture dorée et de la sculpture Yūsa (游砂)
- 1963 Onshi-shō Kawamura Seizan, pour ses céramiques et les services rendus à l'artisanat
- 1963   Ban'ura Shōgo, peinture en laque (象潮)
- 1963   Morino Kakō, céramique (塩釉三足花瓶)
- 1964   Tsuji Mitsusuke, peinture en laque (雲連作の六、クノサス)
- 1965   Takahashi Setsurō, peinture en laque (化石譜)
- 1966   Chōsa Yoshiyuki, Chōkin Yakōsōsō (夜光双想)
- 1967   Asami Ryūzō, porcelaine (爽)
- 1968   Kitade Tōjirō, céramique (胡砂の旅)
- 1968   Yasuhara Kimei,  céramique (火石器花挿)
- 1969   Hannya Yūkō, travail des couleurs (青い朝連作)
- 1970   Unno Takeo,  gravure (雨もよい)
- 1971   Yoshika Taibi,  (連作暁雲)
- 1973   Sano Takeo, travail des couleurs Shunen nom shima (噴煙の島)
- 1980   Shinkai Kanzan, céramique Genchō (玄鳥)
- 1981   Asakura Isokichi, céramique (色絵磁器佐渡の印象飾皿)
- 1982   Iwata Hisatoshi, travail du verre (聖華)
- 1983 Onshi-shō Ōkubo Fukuko travail sur cuivre Shinwa (神話)
- 1984   Nakazato Hōan, céramique (叩き唐津手付瓶)
- 1985   Ōhito Shirō, céramique Sobadatsu (峙つ)
- 1986   Orihara Kyūzaemon, orfèvrerie Shiseki (祀跡)
- 1988   Mitani Goichi, chōnkin - laque décorée avec de l'or et de la sculpture Shiokaze (潮風)
- 1989 Onshi-shō Fujita Kyōhei, verre Haru ni mau (春に舞う)
- 1990   Okuda Sayume, Puppe Enshin (炎心)
- 1991   Aoki Ryūzan, céramique Kosa no mai (胡沙の舞)
- 1992   Nagai Tetsutarō, orfèvrerie Utsuwa sono roku (うつわ・その六)
- 1993   Nakai Teiji, travail des couleurs Gensei urin (原生雨林)
- 1994   Inami Tadashi, travail avec laque Seishō (晴礁)
- 1996   Ōshio Masayoshi, céramique (樹相)
- 1997   Kawai Seitoku, céramique Kōun (行雲)
- 1998   Imai Masayuki, céramique Kakuyōsōkai (赫窯雙蟹)
- 1999 Onshi-shō Nishimoto Eisen, céramique Reimei (黎明)
- 2000   Yoshika Hatao, céramique Hagiyū hirokuchi taiki yō '99 umi (「萩釉広口大器 曜99・海」)
- 2001   Kawajiri Ikkan, céramique Hōjō (豊穣)
- 2003   Ōkado Isao, sculpture en métal Tenjishudō (天地守道（生）)
- 2004   Itō Hiroshi, travail sur laque Susanoo (スサノオ聚抄)
- 2006   Hara Masuo, Endless (エンドレス)
- 2007   Morino Taimei, céramique Daichi (大地)
- 2010   Takegoshi Toshiaki, céramique Kohan (湖畔, Rive d'un lac), Vase émaillé
- 2012   Miyata Ryōhei, sculpture en métal (シュプリンゲン「翔」)

#### Calligraphie
- 1951   Kawamura Kizan (楷書酔古堂剣掃語)
- 1953   Tsujimoto Shiyū (白詩七律)
- 1955   Nishikawa Yasushi (隷書七言聯)
- 1957   Suazuki Suiken Zenshō Nibin o yumemu (禅牀夢(ぜんしょうにびじんを)美人(ゆめむ))
- 1960 Onshi-shō Tanaka Shinbi Heike no nōkyō sanjūsan maki (平家納経三十三巻) (Nachdruck)
- 1960   Matsumoto Hōsui (談玄観妙)
- 1961   Andō Seikū Man'yō no uta minasoko (万葉の歌・みなそこ)
- 1961   Nakamura Randai II. (老子語和光同塵)
- 1962   Sumiyama Nanboku (白楽天詩)
- 1963   Yamazaki Setsudō Kogen (古諺)
- 1964   Matsui Jōryū (杜甫)
- 1965   Hibino Gohō Shimizu (清水)
- 1966   Aoyama San'u une strophe des Shi Jin (詩経の一節)
- 1967   Kaneko Ōtei Kyūgaku kaihō o yosu (丘壑寄懐抱)
- 1968   Murakami Santō Da Fu (杜甫贈高式顔詩)
- 1969   Tanaka Kaidō Heiwa (平和)
- 1970   Kuwata Sasafune Haha (母)
- 1971   Ōishi Takako Ōchō sanka (王朝讃歌)
- 1971   Kaneda Shinshō Genran (玄覧)
- 1972   Hirotsu Unzen Du Fu shi (杜甫詩)
- 1973   Miyamoto Chikukei Man'yō uta (万葉歌)
- 1976   Kimura Chiseki Èrlóngzhēngzhū (二龍争珠)
- 1977   Tonomura Randen Setsu Hō shi (薛逢詩)
- 1978   Kamijō Shinzan Kyūkokaku (汲古)
- 1981 Onshi-shō Kosaka Kiseki Han-Shan-shi nishu (寒山詩二首)
- 1983   Sugioka Kason Tamamono (玉藻)
- 1984 Onshi-shō Kobayashi Toan
- 1985   Furutani Sōin (萬葉・秋雑歌)
- 1986   Asami Kendō Soga (曾子語)
- 1987 Onshi-shō Imai Ryōsetsu  (桃花瞼薄)
- 1989   Asaka Tesshin  (白楽天・城上夜宴詩)
- 1990   Itō Hōun (三吉野の歌)
- 1991   Kondō Setsunan  (薛濤詩)
- 1992 Onshi-shō Naruse Eizan (杜甫詩)
- 1993   Ozaki Yūhō (杜少陵詩)
- 1994   Kurihara Rosui  (菜根譚一節)
- 1995   Takagi Seikaku Haru (春)
- 1996   Enokura Kōson (流翳)
- 1997   Bota Shisen (菜根譚)
- 1998 Onshi-shō Matsushita Shidō (花下醉)
- 1999   Hibino Kōhō Hana (花)
- 2000   Umehara Seizan trois extraits du Kandouka (漢鐃歌三章)
- 2001 Onshi-shō Tsugane Yoshikuni Mori Ōgai no shi (森鷗外の詩, Poèmes de Mori Ōgai)
- 2002   Kuwada Sanshū Annales des Printemps et Automnes (春秋)
- 2003   Ishige Keidō Seiryū (清流)
- 2004 Onshi-shō Arai Kōfū Meikatsusen (明且鮮)
- 2005   Kurono Seiu Ume no hana (梅の花)
- 2006   Ryū Sōkyo Yuan Mei shi (袁枚詩)
- 2007 Onshi-shō Ikeda Keihō Mimoro (三諸)
- 2008   Kuiseko Hakuju Cha o okuru (送茶)[9].
- 2009 Onshi-shō Koyama Yasuko pour un extrait du Sarashina Nikki (更級日記抄)
- 2010   Tarumoto Juson pour (富陽妙庭観董雙成故宅發地得丹鼎
- 2011   Kuroda Ken'ichi pour Ogurayama (小倉山)
- 2012   Hoshi Kōdō pour un poème de Li Qi dans le style de Zhang Xu (李頎詩 贈張旭)

#### Architecture
- 1952   Isoya Yoshida
- 1961   Yoshirō Taniguchi pour le Palais Tōgū
- 1966   Kenji Imai pour le Tōkagakudō
- 1967   Takeo Satō pour ses contributions de longue date au développement de l'architecture
- 1968 Onshi-shō Gaijirō Fujishima reconstruction du Shi Tennō-ji
- 1974   Kunio Maekawa pour le musée de la préfecture de Nara
- 1975   Junzō Yoshimura pour le musée national de Nara
- 1980   Seiichi Shirai pour la conception de la banque Shinwa
- 1981   Hiroshi Ōe pour la salle d'arts martiaux de Marugame dans la préfecture de Kagawa
- 1982   Teiichi Takahashi Université des arts à Ōsaka - mémorial et centre de documentation Tsukamoto Hideo
- 1984   Yoshinobu Ashihara pour le musée national d'histoire du Japon
- 1985   Fumitaka Nichizawa pour une maison à Jingumae
- 1987   Yoshio Taniguchi pour le musée photographique Ken Domon
- 1988   Seizō Sakata pour le collège et mémorial Don Bosco à Tokyo
- 1989   Shōzō Uchii pour le musée d'art Setagaya à Tokyo
- 1989   Yoshirō Ikehara pour le campus Torozawa de l'université Waseda
- 1991   Masao Nakamura pour un pavillon dans le parc Shirotori
- 1992   Kishō Kurokawa pour le musée de la photographie de Nara
- 1994   Tadao Andō
- 1995   Takahiko Yanagisawa pour le musée d'art de Kōriyama
- 1996 Onshi-shō Shin'ichi Okada pour le musée d'art de la préfecture de Miyazaki
- 1999   Toyō Itō pour le stade de baseball Odate Jukai Dome
- 2000   Itsuko Hasegawa pour le (centre des arts du spectacle de Niigata, y compris l'aménagement paysager
- 2002   Riken Yamamoto pour l'université de la préfecture de Saitama
- 2003   Akira Kuryū pour le trésor du Byōdō-in
- 2004   Tadanaga Miyamoto pour le musée d'art de Matsumoto
- 2006   Hisao Kōyama pour l'auditorium et la salle de prière de l'université Seigakuin
- 2008   Ryōji Suzuki pour le projet Kotohira-gū
- 2010   Atsushi Kitagawara pour la galerie Keith Haring à Nakamiura
- 2011   Nobuaki Furuya pour le complexe culturel Chino
- 2013 Onshi-shō Fumihiko Maki auditorium Toyoda de l'université de Nagoya (名古屋大学豊田講堂)

### Littérature

#### Prose et drame
- 1950   Jirō Osaragi pour Kikyō (帰郷?) (membre de l'académie depuis 1960)
- 1952   Yasunari Kawabata (membre de l'académie depuis 1953)
- 1956   Masuji Ibuse pour Hyōmin Usaburō (漂民宇三郎?) (membre de l'académie depuis 1960)
- 1957   Aya Kōda pour Nagare (流れる?) (membre de l'académie depuis 1976)
- 1959   Yasushi Inoue pour Hyōheki (氷壁, Le mur de glace) (membre de l'académie depuis 1964)
- 1963   Bunroku Shishi (membre de l'académie depuis 1964)
- 1972   Chiyo Uno (membre de l'académie depuis 1972)
- 1973   Junzō Shōno (membre de l'académie depuis 1978)
- 1975   Shōtarō Yasuoka (membre de l'académie depuis 1976)
- 1976 Onshi-shō Ryōtarō Shiba pour Kūkai no fūkei (空海の風景?) (membre de l'académie depuis 1981)
- 1977   Yasuji Toita (membre de l'académie depuis 1991)
- 1977   Chōgorō Kaionji
- 1979 Onshi-shō Hiroyuki Agawa (membre de l'académie depuis 1979)
- 1979   Shūsaku Endō (membre de l'académie depuis 1976)
- 1979   Junnosuke Yoshiyuki (membre de l'académie depuis 1981)
- 1981   Toshio Shimao
- 1982   Fujio Noguchi (membre de l'académie depuis 1987)
- 1982   Nobuo Kojima (membre de l'académie depuis 1989)
- 1983   Taeko Kōno (membre de l'académie depuis 1989)
- 1986 Onshi-shō Tsutomu Minakami (membre de l'académie depuis 1988)
- 1987 Onshi-shō Shumon Miura (membre de l'académie depuis 1987)
- 1987   Akira Yoshimura (membre de l'académie depuis 1997)
- 1988 Onshi-shō Yoshinori Yagi (membre de l'académie depuis 1989)
- 1989 Onshi-shō Hirō Sakata (membre de l'académie depuis 1990)
- 1993 Onshi-shō Ayako Sono (membre de l'académie depuis 1993)
- 1994   Hiroko Takenishi pour sa contribution comme femme écrivain et critique littéraire (membre de l'académie depuis 1994)
- 1995   Chin Shunshin pour sa contribution comme écrivain (membre de l'académie depuis 1996)
- 1999   Otohiko Kaga pour Takayama Ukon (高山右近) (membre de l'académie depuis 2000)
- 2000   Kunio Ogawa  (membre de l'académie depuis 2005)
- 2000   Kuroi Senji (membre de l'académie depuis 2000)
- 2000   Keizō Hino (membre de l'académie depuis 2000)
- 2001 Onshi-shō Keiichi Itō pour ses nombreuses années au service du roman et de la poésie (membre de l'académie depuis 2001)
- 2003 Onshi-shō Setsuko Tsumura (membre de l'académie depuis 2003)
- 2004 Onshi-shō Kōji Nakano pour Kaze no Ryōkan (風の良寛?), œuvres de Nakano Kōji (中野孝次作品?)), Rōma no tetsujin Seneca no kotoba (ローマの哲人セネカの言葉?), discours du philosophe latin Sénèque)
- 2004   Taeko Tomioka
- 2006 Onshi-shō Tsujii Takashi
- 2007 Onshi-shō Taku Miki pour ses réalisations dans tous les domaines de la littérature
- 2009 Onshi-shō Hisashi Inoue pour sa contribution au théâtre

#### Poésie
- 1942   Kōtarō Takamura pour l'anthologie Michinori (道程) (admission à l'académie refusée en 1953)
- 1942   Jun Kawada (membre de l'académie depuis 1963)
- 1948   Shinbu Orikuchi
- 1953   Tatsuji Miyoshi (membre de l'académie depuis 1963)
- 1957   Hitomi Tōmei pour Nami (波, Vagues)
- 1964   Shūōshi Mizuhara (membre de l'académie depuis 1966)
- 1971   Fūsei Tomiyasu (membre de l'académie depuis 1971)
- 1977   Shūji Miya (membre de l'académie depuis 1983)
- 1980   Satarō Satō
- 1981   Onshi-shō, (Iida Ryūta) (membre de l'académie depuis 1984)
- 1984   Teijo Nakamura
- 1987   Seishi Yamaguchi
- 1987   Miyoji Ueda pour son engagement en faveur des tanka et de la littérature
- 1994 Onshi-shō Tarō Naka  (membre de l'académie depuis 1994)
- 1995 Onshi-shō Makoto Ōoka (membre de l'académie depuis 1995)
- 1997 Onshi-shō Mori Sumio pour son œuvre en tant que poète haiku (membre de l'académie depuis 1997)
- 1998   Hirohiko Okano (membre de l'académie depuis 1998)
- 1999   Shinkichi Itō
- 2003   Akiko Baba  (membre de l'académie depuis 2003)
- 2003   Michio Mado
- 2003   Tōda Kaneko (membre de l'académie depuis 2005)
- 2005   Onshi-shō (Toshio Mae) pour l'anthologie Tobusadate (鳥総立) (membre de l'académie depuis 2005)

#### Critiques et traductions
- 1943   Yonejirō Noguchi pour Geijutsuden (芸術殿)
- 1950   Yamauchi Yoshio pour Chibōke no hitobito (チボー家の人びと) (membre de l'académie depuis 1966)
- 1954   Komiya Toyotaka
- 1955   Suzuki Shintarō
- 1956   Shomu Nobori
- 1957   Yoshie Wada, pour Ichiyō no nikki (一葉の日記, Le journal de Ichiyō)
- 1959   Yoshida Seiichi, (自然主義の研究)
- 1961   Tetsutarō Kawakami
- 1963   Rintarō Fukuhara (membre de l'académie depuis 1964)
- 1964   Katsuichirō Kamei (membre de l'académie depuis 1966)
- 1966   Shigenobu Funaki, pour Shijin Haine seikatsu to sakuhin (詩人ハイネ・生活と作品, Vie et œuvre du poète Heine)
- 1966   Kenkichi Yamamoto, (membre de l'académie depuis 1969)
- 1967   Mitsuo Nakamura, (membre de l'académie depuis 1970)
- 1969   Kenji Takahashi, (membre de l'académie depuis 1973)
- 1971   Junzō Karaki
- 1976   Jun Edō (membre de l'académie depuis 1991)
- 1977   Ken Hirano
- 1981   Tsuneari Fukuda (membre de l'académie depuis 1981)
- 1981   Ryōichi Ikushima
- 1982   Shōichi Saeki (membre de l'académie depuis 1988)
- 1984   Kōichi Isoda
- 1986   Hideo Fujikawa (membre de l'académie depuis 1989)
- 1990   Yoshiakira Shinjō (membre de l'académie depuis 1990)
- 1991 Onshi-shō Saku Satō pour ses contributions en tant que critique littéraire et traducteur de la littérature française (membre de l'académie depuis 1991)
- 1997   Hideo Takahashi, pour ses contributions en tant que critique littéraire (membre de l'académie depuis 1997)
- 1998   Yoshie Hotta
- 2000 Onshi-shō Toshio Kawatake pour Kawatake Toshio kabuki ronshū (河竹登志夫歌舞伎論集, Textes de Toshio Kawatakes sur le théâtre kabuki)
- 2000   Jirō Kawamura (membre de l'académie depuis 2005)
- 2001   Akimasa Kanno pour ses contributions et études en tant que critique d'art (membre de l'académie depuis 2003)
- 2002 Onshi-shō Shūji Takashina pour ses contributions en tant que critique d'art et de culture
- 2010 Onshi-shō Norio Awazu
- 2011 Onshi-shō Masakazu Yamazaki pour ses nombreuses années de service pour le théâtre et en tant que critique
- 2012 Onshi-shō Masashi Miura pour son expression originale et sa compréhension du Seishun no shūen (青春の終焉)

### Musique et art dramatique

#### Musique occidentale
- 1943   Motonari Iguchi, piano
- 1948   Yoshie Fujiwara, chant
- 1956   Hideo Saitō, direction d'orchestre
- 1966   Ikuma Dan, composition
- 1966   Akeo Watanabe Akeo, direction d'orchestre
- 1971   Seiji Ozawa, direction d'orchestre
- 1971   Takahiro Sonoda, piano
- 1976   Takashi Asahina, direction d'orchestre
- 1979   Toshiya Etō, violon
- 1980   Tōru Takemitsu, composition
- 1986   Kazuo Yamada, direction d'orchestre
- 1989   Akira Miyoshi, composition (membre de l'académie depuis 1999)
- 1991   [Atsuko Azuma, chant
- 1992   Hiroshi Wakasugi, direction d'orchestre (membre de l'académie depuis 1994)
- 1993   Tsuyoshi Tsutsumi, violoncelle (membre de l'académie depuis 2009)
- 1994 Onshi-shō Masao Yoshida, flûte
- 1996   Toshimitsu kimura, chant
- 1999   Yuasa Jōji, composition
- 2002 Onshi-shō Iwaki Hiroyuki, direction d'orchestre (membre de l'académie depuis 2003)
- 2004   Teiko Maehashi, violon
- 2005 Onshi-shō Mitsuko Uchida, piano
- 2006 Onshi-shō Ryōsuke Hatanaka, chant
- 2007 Onshi-shō Yoshinobu Kuribayashi, chant
- 2009 Onshi-shō Hiroko Nakamura, piano
- 2010 Onshi-shō Kazushi Ōno, direction d'orchestre
- 2011 Onshi-shō Masayoshi Kuriyama, production d'opéra

#### Musique japonaise traditionnelle
- 1944   Toyotake Kōtsubodayū II., bunraku tayū
- 1953   Nakao Tozan, shakuhachi école Tozan
- 1960   Kondō Kenzō, nō, école Hōshō, rôle : Shitegata
- 1962   Hashioka Kyūtarō, nō, école Kanze, rôle : Shitegata
- 1963   Takemoto Tsunatayū VIII., bunraku, tayū
- 1970   Nomura Manzō VI., Kyōgen dans le style Izumi
- 1983   Imafuji Chōjūrō X., nagauta, shamisen
- 1998   Umewaka Yasuyuki, nō, école Kanze, rôle : Shitegata
- 1990   Aoki Reibo II., shakuhachi, école Kinko (琴古流)
- 1990   Katayama Kurōemon IX., nō, école Kanze, rôle : Shitegata
- 1992   Hōshō Kan, nō, Wakigata, école Hōshō,
- 1993 Onshi-shō Tokiwazu Mojibee IV., Tokiwazu-bushi (常磐津節), shamisen
- 1995   Gorō Yamaguchi, shakuhachi, école Kinko
- 1998 Onshi-shō Takemoto Sumitayū VII., bunraku, tayū
- 1999   Kineya Kisaburō XV., chanteur nagauta (唄方, utagata)
- 1999   Umewaka Rokurō LVI., nō, école Hōshō, rôle : Shitegata
- 2000 Onshi-shō Tōgi Toshiharu, gagaku
- 2000   Awaya Kikuo, nō, école Kita (喜多流), rôle : Shitegata
- 2001   Kondō Kennosuke, nō, école Hōshō, rôle : Shitegata
- 2002   Sekine Shōroku, nō, école Kanze, rôle : Shitegata
- 2002   Yamase Shōin VI., musique sō-no-koto, école Yamada
- 2002   Yonekawa Toshiko, musique sō-no-koto, école Ikuta
- 2003 Onshi-shō Shiba Sukeyasu, gagaku
- 2003   Takemoto Tsunatayū IX., bunraku, tayū
- 2003   Miyata Tetsuo, chanteur nagauta
- 2003   Tomoeda Akiyo, nō, école Kita, rôle : Shitegata
- 2004 Onshi-shō Tsuruzawa Seiji, Gidayū-bushi, shamisen
- 2004   Kawase Hakushū, kokyū
- 2004   Tomiyama Seikin II., musique sō-no-koto, école Ikuta
- 2005   Kanze Yoshiyuki III., nō, école Kanze, rôle : Shitegata
- 2006   Nomura Shirō, nō, école Kanze, rôle : Shitegata
- 2007   Yuize Shin'ichi, musique sō-no-koto, école Ikuta
- 2007   Yamamoto Tōjirō IV., Kyōgen, école Ōkura (大蔵流)
- 2008 Onshi-shō Issō Senkō, nō, école Issō 一噌流), Hayashikata
- 2009   Kineya Mitarō VII., nagauta, shamisen
- 2009   Bunno Hideaki, gagaku
- 2009   Kanze Tetsunojō IX., nō, école Kanze, rôle : Shitegata
- 2009   Toyotake Sakitayū, bunraku, tayū
- 2010   Kiritake Kanjūrō III., bunraku, Ningyō Jōruri
- 2010   Imabuji Masatarō II., nagauta, shamisen
- 2010   Tokiwazu Mojibee V., Tokiwazu-bushi, shamisen
- 2011   Yamamoto Takashi, nō, école Ōkura, Taikokata
- 2011   Nozawa Kinshi V., Gidayū-bushi (義太夫節), shamisen
- 2011   Nosaka Sōju II., musique sō-no-koto, école Ikuta
- 2012 Onshi-shō Hōzan Yamamoto, shakuhachi, école Tozan
- 2012   Tsurusawa Tōzō II., Gidayū-bushi, shamisen
- 2012   Kasagi Kan'ichi, gagaku

#### Théâtre
- 1948   Sugimura Haruko, actrice bungakuza
- 1952   Ichikawa Ennosuke II, kabuki, rôle : Tachiyaku
- 1953   Ichikawa Jukai III, kabuki, rôle : Tachiyaku
- 1954   Bandō Jūzaburō III, kabuki, rôle : Tachiyaku
- 1956   Mizutani Yaeko, actrice shinpa
- 1959   Azu Yasujirō, réalisateur
- 1962   Nakamura Utaemon VI, kabuki, travestis (onnagata)
- 1964   Anoe Shōroku II, kabuki, rôle : Tachiyaku
- 1966   Anoe Baikō VII, kabuki, travestis (onnagata)
- 1966   Bandō Mitsugorō VIII, kabuki, rôle : Tachiyaku
- 1972   Kataoka Nizaemon XIII, kabuki, rôle : Tachiyaku
- 1973   Matsumoto Kōshirō IX, kabuki, rôle : Tachiyaku
- 1975   Nakamura Shikan VII, kabuki, travestis (onnagata))
- 1979   Ichikawa Somegorō IX, Comédie musicale : L'Homme de la Mancha
- 1981   Nakamura Jakuemon IV, kabuki, travestis (onnagata)
- 1984   Ichimura Uzaemon XVII, kabuki, rôle : Tachiyaku
- 1986   Nakamura Kichiemon II, kabuki, rôle : Tachiyaku
- 1986   Nakamura Seijaku II, kabuki, rôle : Tachiyaku
- 1987   Nakamura Tomijūrō V, kabuki, rôle : Tachiyaku
- 1987   Kataoka Takao, kabuki, rôle : Tachiyaku
- 1987   Onoe Kikugorō VII, kabuki, rôle : Tachiyaku
- 1989   Ichikawa Danjūrō XII, kabuki, rôle : Tachiyaku
- 1989   Nomura Mansaku II, nô, Kyōgen du style Izumi
- 1990   Nakamura Baikyoku IV, kabuki, rôle : Tachiyaku
- 1991   Bandō Mitsugorō IX, kabuki, rôle : Tachiyaku
- 1992   Nakamura Matsue V, kabuki, travestis (onnagata)
- 1996 Onshi-shō Nakamura Matagorō II, kabuki, rôle : Wakiyaku
- 1997   Yoshida Minosuke III, bunraku
- 1999   Nakamura Kankurō V, kabuki, rôle : Tachiyaku
- 2001   Sawamura Tanosuke VI, kabuki, rôle : Wakiyaku
- 2005   Nakamura Fukusuke IX, kabuki, travestis (onnagata)
- 2005   Kanze Yoshiyuki III, nô, école Kanze, rôle : Shitegata
- 2006   Bandō Mitsugorō X, kabuki, rôle : Tachiyaku
- 2007   Nakamura Mitsugorō V, kabuki, rôle : Tachiyaku
- 2008   Nakamura Tokizō V, kabuki, travestis (onnagata)
- 2008   Nakamura Shibajaku VII, kabuki, travestis (onnagata)
- 2011   Nakamura Hashinosuke III, kabuki, rôle : Tachiyaku

#### Danse
- 1952   Inoue Yachiyo IV, danse Kyō (京舞), école Inoue
- 1957   Hanayagi Jusuke II, Nihon-buyō, école Hanayagi
- 1967   Azuma Tokuho, Nihon Buyō, école Azuma
- 1985   Morishita Yōko, ballet
- 1991   Nishikawa Senzō X, Nihon Buyō, école Nishikawa
- 1992   Hanayagi Toshinami, danse kabuki, école Hanayagi
- 1997   Fujima Kanjūrō VII, Nihon Buyō, école Fujima
- 1999   Inoue Yachiyo V, danse Kyō, école Inoue
- 2000   Fujima Rankei, Nihon Buyō, école Fujima
- 2001   Hanayagi Yoshijirō V, Nihon Buyō, école Hanayagi
- 2002   Anoe Kikunojō II, Nihon Buyō, école Onoe
- 2004   Azuma Tokuya, Nihon Buyō, école Azuma
- 2008   Fujima Tōtarō, Nihon Buyō, école Fujima